# Аеродром Ираклион
Међународни аеродром Никос Казанцакис Ираклион (грч. Κρατικός Αερολιμένας Ηρακλείου „Νίκος Καζαντζάκης”/Heraklion International Airport "Nikos Kazantzakis") је међународни аеродром грчког града Ираклиона, смештен 5 km источно од града. Аеродром је комбиновани — цивилно-војни.
То је друга по величини промета ваздушна лука у Грчке, после атинског „Елефтериос Венизелос” аеродрома - 2018. године ту је превезено преко 8,2 милиона путника. Промет туриста по месецима је веома неуједначен сходно туристичком карактеру Крита, па је аеродром посебно оптерећен током летњим месеци. 
Нови аеродром за Ираклион, који се налази 39 км југоисточно од града код Кастелија, је у изградњи и требало би да буде отворен до 2027. Када буде завршен, нови међународни аеродром Кастели замениће тренутни међународни аеродром Ираклион као чвориште за централни Крит, али ће такође обезбеђивати међународне везе за цео Крит. 

## Авио-компаније и дестинације
Следеће авио-компаније обављају редовне и чартер летове на аеродрому у Ираклиону:
| Airlines                        | Destinations |
| ------------------------------- | --- |
| Aegean Airlines                 | Athens, Thessaloniki Seasonal: Alexandroupoli, Bordeaux, Corfu (begins 2 June 2025), Deauville, Frankfurt, Istanbul, Kalamata, Kos (begins 2 June 2025), Lille, Lyon, Marseille, Metz/Nancy (begins 2 June 2025), Munich, Nantes, Naxos (begins 1 June 2025), Paris–Charles de Gaulle, Rhodes, Tel Aviv, Tirana, Toulouse, Zurich Seasonal charter: Brașov, Bremen, Budapest, Craiova, Erfurt/Weimar, Friedrichshafen, Iași, Lisbon, Memmingen, Münster/Osnabrück, Oradea, Pristina, Timișoara, Yerevan |
| Aer Lingus                      | Seasonal: Dublin |
| Air Astana                      | Seasonal: Almaty, Astana |
| Air France                      | Seasonal: Marseille, Nice, Paris–Charles de Gaulle |
| Air Serbia                      | Seasonal: Belgrade |
| airBaltic                       | Seasonal: Riga, Tallinn, Vilnius |
| Animawings                      | Seasonal: Brașov (begins 3 June 2025), Bucharest–Otopeni, Cluj-Napoca (begins 14 June 2025), Oradea (begins 3 June 2025) |
| Arkia                           | Seasonal: Tel Aviv |
| Austrian Airlines               | Seasonal: Vienna |
| Avion Express                   | Seasonal charter: Vilnius |
| Bluebird Airways                | Seasonal: Tel Aviv |
| Braathens International Airways | Seasonal charter: Gothenburg, Stockholm–Arlanda |
| British Airways                 | Seasonal: London–Gatwick, London–Heathrow |
| Brussels Airlines               | Seasonal: Brussels |
| Bulgaria Air                    | Seasonal: Sofia |
| Buzz                            | Seasonal charter: Katowice, Wrocław |
| Chair Airlines                  | Seasonal: Zurich |
| Condor                          | Seasonal: Berlin (begins 2 May 2025), Düsseldorf, Frankfurt, Hamburg, Leipzig/Halle, Munich, Nuremberg, Stuttgart, Zürich |
| Corendon Airlines               | Seasonal: Basel/Mulhouse, Berlin, Cologne/Bonn, Düsseldorf, Erfurt/Weimar, Graz, Hannover, Linz, Ljubljana, London–Gatwick, Manchester, Munich, Nuremberg, Stuttgart, Vienna, Warsaw–Chopin |
| Corendon Airlines Europe        | Seasonal: Tel Aviv |
| Corendon Dutch Airlines         | Seasonal: Amsterdam, Brussels, Groningen, Maastricht/Aachen |
| Cyprus Airways                  | Larnaca |
| Discover Airlines               | Frankfurt Seasonal: Munich |
| easyJet                         | Seasonal: Basel/Mulhouse, Berlin, Birmingham, Bordeaux, Bristol, Edinburgh, Geneva, Liverpool, London–Gatwick, London–Luton, Lyon, Manchester, Milan–Malpensa, Nantes, Naples, Paris–Charles de Gaulle |
| Edelweiss Air                   | Seasonal: Zurich |
| Enter Air                       | Seasonal charter: Warsaw–Chopin |
| European Air Charter            | Seasonal charter: Graz, Linz, Varna |
| Eurowings                       | Seasonal: Berlin, Cologne/Bonn, Dortmund, Düsseldorf, Graz (begins 26 May 2025), Hamburg, Nuremberg, Prague, Salzburg, Stuttgart Seasonal charter: Innsbruck |
| Finnair                         | Seasonal: Helsinki |
| FlyOne                          | Seasonal: Chișinău |
| FlyOne Armenia                  | Seasonal: Yerevan (begins 1 June 2025) |
| FLYYO                           | Seasonal charter: Tel Aviv |
| GetJet Airlines                 | Seasonal charter: Vilnius |
| Helvetic Airways                | Seasonal: Bern, Zurich |
| HiSky                           | Seasonal charter: Bucharest–Otopeni, Oradea, Timișoara |
| Iberojet                        | Seasonal charter: Lisbon |
| Israir                          | Seasonal: Tel Aviv |
| ITA Airways                     | Seasonal: Milan–Linate, Rome–Fiumicino |
| Jet2.com                        | Seasonal: Belfast–International, Birmingham, Bournemouth (begins 6 May 2025), Bristol, East Midlands, Edinburgh, Glasgow, Leeds/Bradford, Liverpool, London–Luton, London–Stansted, Manchester, Newcastle upon Tyne |
| Leav Aviation                   | Seasonal: Cologne/Bonn |
| Lufthansa                       | Seasonal: Frankfurt, Munich |
| Luxair                          | Seasonal: Luxembourg |
| Marabu                          | Seasonal: Hamburg, Leipzig/Halle, Munich |
| Neos                            | Seasonal: Bergamo, Bologna, Catania, Milan–Malpensa, Rome–Fiumicino, Verona |
| Nordica                         | Seasonal charter: Tallinn |
| Norwegian Air Shuttle           | Seasonal: Copenhagen, Oslo |
| Olympic Air                     | Seasonal: Rhodes |
| Ryanair                         | Thessaloniki Seasonal: Bergamo, Berlin, Bologna, Catania, Charleroi, Milan–Malpensa, Vienna |
| Saudia                          | Seasonal: Jeddah (begins 20 June 2025) |
| Scandinavian Airlines           | Seasonal: Copenhagen, Oslo Seasonal charter: Gothenburg |
| Sky Express                     | Athens, Kos, Rhodes, Thessaloniki Seasonal: Brussels, Karpathos, Larnaca Lille, Lyon, Marseille, Nantes, Paris–Charles de Gaulle, Volos, Zakynthos Seasonal charter: Amsterdam, Bacău, Belgrade, Bratislava, Bucharest–Otopeni, Cluj-Napoca, Iași, Lisbon, Košice, Oradea, Pardubice (begins 4 June 2025), Sibiu, Suceava, Târgu Mureș, Timisoara, Weeze |
| SkyUp                           | Seasonal: Chișinău |
| SmartLynx Airlines              | Seasonal charter: Münster/Osnabrück, Tallinn |
| Smartwings                      | Seasonal: Bratislava, Brno, Košice, Ostrava, Prague Seasonal charter: České Budějovice, Gdańsk, Karlovy Vary, Pardubice, Poznań, Warsaw–Chopin |
| Sunclass Airlines               | Seasonal charter: Billund, Copenhagen, Gothenburg, Malmö, Oslo, Stockholm–Arlanda |
| Sundair                         | Seasonal: Berlin, Bremen, Dresden |
| Sundor                          | Seasonal: Tel Aviv |
| Swiss International Air Lines   | Seasonal: Geneva |
| Trade Air                       | Seasonal charter: Ljubljana |
| Transavia                       | Amsterdam Seasonal: Brussels, Eindhoven, Lyon, Marseille, Montpellier, Nantes, Paris–Orly, Rotterdam/The Hague |
| TUI Airways                     | Seasonal: Birmingham, Bournemouth, Bristol, Cardiff, East Midlands, Exeter, London–Gatwick, London–Stansted, Manchester, Newcastle upon Tyne, Norwich |
| TUI fly Belgium                 | Seasonal: Antwerp, Brussels, Liège, Ostend/Bruges |
| TUI fly Deutschland             | Seasonal: Düsseldorf, Frankfurt, Hannover, Munich, Stuttgart |
| TUI fly Netherlands             | Seasonal: Amsterdam, Dublin (begins 13 May 2025), Eindhoven, Rotterdam/The Hague |
| Tus Airways                     | Larnaca Seasonal: Tel Aviv |
| Volotea                         | Seasonal: Bari, Bordeaux, Brest (begins 27 April 2025), Lille, Lyon, Marseille, Nantes, Naples, Palermo (resumes 8 July 2025), Strasbourg (begins 7 July 2025), Toulouse, Verona |
| Vueling                         | Seasonal: Barcelona, Rome–Fiumicino |
| Wizz Air                        | Seasonal: Belgrade, Bucharest–Otopeni, Budapest, Cluj-Napoca (begins 17 June 2025), Gdańsk, Kraków, Milan–Malpensa, Rome–Fiumicino, Sofia, Tel Aviv (resumes 16. јун 2025.), Warsaw–Chopin |